# Jon Bernthal
Jonathan Edward Bernthal (sinh ngày 20 tháng 9 năm 1976) là một nam diễn viên người Mỹ.

## Danh sách phim

### Điện ảnh
| Năm  | Tên          | Vai        | Ghi chú |
| ---- | ------------ | ---------- | ------- |
| 2021 | King Richard | Rick Macci |         |

### Truyền hình
| Năm       | Tên                               | Vai                     | Ghi chú |
| --------- | --------------------------------- | ----------------------- | ------- |
| 2002      | Law & Order: Criminal Intent      | Lane Ruddock            |         |
| 2004      | Without a Trace                   | Alex Genya              |         |
| 2004      | Dr. Vegas                         | Greg                    |         |
| 2004      | Boston Legal                      | Michael Shea            |         |
| 2005      | Jonny Zero                        | Brett Parish            |         |
| 2005      | CSI: Miami                        | Harry Klugman           |         |
| 2005      | Law & Order: Special Victims Unit | Sherm Hempell           |         |
| 2005      | How I Met Your Mother             | Carlos                  |         |
| 2006–2007 | The Class                         | Duncan Carmello         |         |
| 2009–2010 | Eastwick                          | Raymond Gardener        |         |
| 2010      | Numb3rs                           | Mike Nash               |         |
| 2010      | The Pacific                       | Sgt. Manuel Rodriguez   |         |
| 2010–2012 | The Walking Dead                  | Shane Walsh             |         |
| 2012      | Harry's Law                       | Lucas Trassino          |         |
| 2012–2017 | Robot Chicken                     |                         |         |
| 2013      | Mob City                          | Detective Joe Teague    |         |
| 2015      | Show Me a Hero                    | Michael H. Sussman      |         |
| 2015      | SuperMansion                      |                         |         |
| 2016      | Daredevil                         | Frank Castle / Punisher |         |
| 2017–nay  | The Punisher                      | Frank Castle / Punisher |         |